# Канашево
Канашево — село в Красноармейском районе Челябинской области. Административный центр Канашевского сельского поселения.

## География
Село расположено рядом с озёрами Саламатка и Катай. Расстояние до районного центра села Миасского 17 км.

## Население
| 2002 | 2010  | 2021  |
| ---- | ----- | ----- |
| 3268 | ↘3246 | ↗3264 |

По данным Всероссийской переписи, в 2010 году численность населения села составляла 3246 человек (1470 мужчин и 1776 женщин).
Проживают русские, башкиры.

## Улицы
Уличная сеть села состоит из 48 улиц и 8 переулков.

## Транспорт
В селе расположена железнодорожная станция Чернявская на историческом ходе Транссиба.

## Религия
Православные храмы
- Церковь Иоанна Предтечи